# Poggyász (szereplő)
Poggyász Kétvirág utazóbőröndje, Terry Pratchett brit író legnagyobb terjedelmű regényfolyamában, a Korongvilág-könyvsorozat egyes köteteiben szerepel, mint a Korongvilág első és egyetlen turistájának poggyásza. Kétvirág távozása után Széltolót fogadja el gazdájának. Bizonyos értelemben értelmesen viselkedik.

## Jellemzői
Nagyobb méretű láda, amely több száz, apró lábon halad. Gazdáját nemcsak hűségesen követi, hanem megvédi a támadókkal szemben is: általában elnyeli őket. Gazdáját el tudja látni élelemmel és innivalóval. Belsejének űrtartalma ismeretlen, de bizonyosan nagyobb, mint ami a külső méretei alapján látszik. Jellemző rá, hogy a gazdája által bele helyezett szennyes ruhát megtisztítva lehet kivenni belőle. Anyaga az igen értékes tudákos körtefa, ami csak az ősi mágia tájain nő. Egy arkmágus hatalmas erőfeszítéssel, temérdek idő ráfordításával szerezhet egy kicsiny botot ebből a fából. Talán ha két ilyen bot létezik a Körkörös-tenger összes városában. A tudákos körtefa ellenáll a mágia minden ismert megnyilvánulási formájának.